# 阿夷
阿夷，是臺灣彰化縣彰化市的一個地名，位於該市西北部。相較於今日行政區，其範圍大致包括茄苳里、寶廍里、茄南里不含西南部、阿夷里不含西南部、古夷里、國聖里不含南部邊界地帶與東北部凸出部分、中庄里北部。

## 歷史
台灣清治末期至日治初期，阿夷地區為一街庄，稱為「阿夷庄」，隸屬於線東堡。該庄北隔大肚溪與大肚庄、社腳庄、王田庄、朥(月胥)庄相望，東與渡船頭庄為鄰，南邊為大竹圍庄、牛稠仔庄，西邊為新庄仔庄、中藔庄。
1901年（日治明治三十四年）11月，該庄隸屬於彰化廳。1909年（明治四十二年）10月，改隸屬於臺中廳。1920年（大正九年），該庄改制為「阿夷」大字，隸屬於臺中州彰化郡大竹庄，大字下有「阿夷」、「茄苳腳」、「寶廍」、「柴坑子」小字名。1933年12月，彰化街合併南郭庄、大竹庄，升格成為彰化市。
戰後彰化市隸屬於彰化縣，大字亦改制為里。

## 交通
台鐵縱貫線大致以縱向轉東北—西南走向經過阿夷地區東部，境內雖未設站，但彰化車站即在西南邊不遠處。該站為海線、山線的交會點，屬一等站，各級列車均有停靠。
國道1號大致以東北－西南走向經過本地區中部偏西地帶，國道3號大致以西北西—東南東走向經過本地區北部，在境內皆無交流道，但兩者交會處設有彰化系統交流道。
省道台1線（中山路三段）又稱「縱貫公路」，為台北至屏東楓港的台灣西部平面幹道，大致以東北—西南走向經過本地區東南部，往東北過大度橋轉西北可前往大肚、清水、頭份等地，或於橋北端接省道台1乙線向東前往烏日、台中、大雅等地；往西南則可前往彰化市中心、員林、西螺、斗南等地。
省道台1丙線（彰興路一段、金馬路一段）為南北向省道在彰化市區西北側的外環道，其東側端點位於本地區東部邊界處的省道台1線路口，往西南可至和東莊接省道台19線。

## 學校
- 泰和國小

## 景點
- 彰化市茄苳王公（茄苳公）

## 外部連結
- 《咦阿夷庄》社區故事繪本| - 國立彰化師範大學國文學系 （页面存档备份，存于）